# 법안문익
법안문익(法眼文益, 885-958)은 중국 당나라의 스님이다. 청량문익이라고도 한다. 선종오가의 법안종을 창시했다. 석가모니로부터 43대이다.

## 생애
885년 중국 절강성(浙江省) 여항현(餘杭)에서 태어났다. 속성은 노(魯)씨이며, 법명은 문익이다. 7세 때 전위(全偉) 선사에게 출가하였고, 당대의 율사인 희각(希覺) 율사의 문하에서 율을 익혔다.